# له روی (آیووا)
له روی (به انگلیسی: Le Roy) شهری در ایالت آیووا کشور ایالات متحده آمریکا است که جمعیت آن در سرشماری سال ۲۰۱۰ میلادی، ۱۵ نفر بوده‌است.